# Glenea aurivillii
Glenea aurivillii är en skalbaggsart som beskrevs av Fisher 1935. Glenea aurivillii ingår i släktet Glenea och familjen långhorningar. Inga underarter finns listade i Catalogue of Life.